# Pânfilo de Cesareia
São Pânfilo (em grego: Πάμφιλος; em latim: Pamphilus) (segunda metade do século III – 16 de fevereiro de 309), foi um presbítero de Cesareia Marítima e o maior entre os estudiosos bíblicos de sua geração. Foi amigo e professor de Eusébio, que preservou detalhes de sua carreira num livro em três volumes chamado "Vita", hoje perdido.

## Biografia
Em seu livro "Mártires da Palestina", Eusébio conta que Pânfilo era de uma família rica e honrada de Beirute, ainda que a afirmação de que ele teria dado todas as suas posses para os pobres antes de se juntar aos "homens perfeitos" não bate com a magnífico patrocínio da biblioteca de Cesareia Marítima e sua constante generosidade com estudiosos cristãos durante toda a sua vida. Fócio cita a obra Apologia para Orígenes" de Pânfilo para afirmar que viajou para Alexandria, onde teria sido aluno de Piério, o então chefe da famosa escola catequética de lá, antes de se assentar em Cesareia Marítima, onde foi ordenado presbítero. Em Alexandria, Pânfilo se tornou um fã devotado da obra de Orígenes. De acordo com Eusébio, ele foi martirizado no terceiro ano da perseguição aos cristãos de Maximino Daia, após ter passado dois anos na prisão. Enquanto esteve preso, Pânfilo e Eusébio trabalharam juntos em cinco livros em defesa de Orígenes.
A perseguição de Maximino Daia começou com vigor no ano 303. Em 306, um homem chamado "Afiano" - discípulo de Pânfilo - interrompeu o governador durante o sacrifício e pagou por sua ousadia com um terrível martírio, sendo lançado ao mar. Seu irmão Edésio, também discípulo de Pânfilo, também foi martirizado mais ou menos na mesma época em Alexandria, primeiro nas minas da Palestina e depois também lançado ao mar. A vez de Pânfilo chegou em novembro de 307. Foi trazido até Urbano, o governador da Palestina e se recusando a oferecer sacrifício, foi cruelmente torturado e enviado para a prisão. Lá ele continuou copiando e corrigindo manuscritos. Ele também compôs, em colaboração com Eusébio, também aprisionado, uma "Apologia a Orígenes", em cinco livros, que Eusébio posteriormente editou e adicionou um sexto volume. Pânfilo e os demais que moravam com ele foram sentenciados, sem mais torturas, à decapitação em fevereiro de 309. Enquanto a sentença estava sendo passada, um jovem chamado "Porfírio" - "um escravo de Pânfilo", "o amado discípulo de Pânfilo", que "tinha sido instruído na literatura e na escrita" - solicitou que os corpos dos confessores para o sepultamento. Foi cruelmente torturado e também foi morto, sendo que a notícia de seu martírio foi levada até Pânfilo antes de sua própria execução.

## Obras de Pânfilo
- Da "Apologia para Orígenes", apenas o primeiro livro sobreviveu, numa tradução para o latim feita por Rufino de Aquileia. São Jerônimo afirmou em seu De Viris Illustribus que existiam duas apologias - uma de Pânfilo e outra de Eusébio.[5] Ele descobriu seu erro quando a tradução de Rufino apareceu no auge da controvérsia sobre Orígenes, e correu para concluir que Eusébio seria o único autor[2].
- Jerônimo afirma ainda que tinha em mãos um tratado "Sobre os doze apóstolos"[5] .